# Coleura
Coleura — рід мішкокрилих кажанів родини Emballonuridae. Етимологія: грец. κολεός — «оболонка», грец. οὐρά — «хвіст», посилаючись на те, що хвіст оповитий міжстегенною мембраною до останнього хвостового хребця.

## Поширення
Coleura afra знаходиться в більшій частині східної і східної частини Центральної Африки: Ангола; Бенін; Камерун; Центрально-Африканська Республіка; Конго (Демократична Республіка); Кот-д'Івуар; Джибуті; Еритрея; Ефіопія; Гана; Гвінея; Гвінея-Бісау; Кенія; Мадагаскар; Мозамбік; Нігерія; Сомалі; Судан; Танзанія (включаючи острів Пемба); Йти; Уганда; Ємен. Coleura kibomalandy відомий з двох місць на Мадагаскарі: Національний парк Анкарана і Національний парк Наморока. Coleura seychellensis ендемік Сейшельських островів, і в даний час знаходиться на островах Силует, Мае (на північному заході острова) і Праслен. Вважається, вимерлим на островах Ла-Діг і Праслен починаючи з 1980-х років.

## Морфологія
Голова і тіло довжиною 55—65 мм, хвіст довжиною 12—20 мм, передпліччя  довжиною 45—56 мм. Забарвлення хутра темно-коричневе чи червонувато-коричневе чи кіптяво-коричневе зверху й дещо блідіше знизу. Волосся перед очима та на міжстегновій мембрані іноді червонувате. 

## Поведінка
Спочиває в печерах і будинках, в основному в щілинах та тріщинах.

## Види
- Coleura afra Peters, 1852
- Coleura kibomalandy Goodman, Puechmaille, Friedl-Weyeneth, Gerlach, Ruedi, Schoeman, Stanley & Teeling, 2012
- Coleura seychellensis Peters, 1868